# Кадзуки Такахаши
Кадзуки Такахаши (също Казуки Такашаши; на японски: 高橋和希) е японски аниматор и автор на манга. Световноизвестен с поредицата си манга (от 1996) и анимации (от 2000) наречена „Ю-Ги-О!“ (遊☆戯☆王).

## Биография
Роден е в Токио на 4 октомври 1961 година. От малък проявява интерес към рисуването и мангата. Прави първата си манга на 20 години, но както споделя той „тя е пълен неуспех“. През 1991 година дебютира в най-четеното японско манга списание „Шукан Шонен Джанпу“, но също претърпява неуспех. Става световноизвестен със създаването на „Ю-Ги-О!“.

## „Ю-Ги-О!“
В мангата „Ю-Ги-О!“ главният герой Юги е малко момче, което трябва с помощта на картите с чудовища да победи враговете си. Мангата първоначално е приета хладно, но след представянето на играта на карти (Trading Card Game) се разразява истинска „Ю-Ги-О!“ мания. В Япония е излъчен специален сезон (известен като Сезон 0 или Сезон Zero), който обаче намира отзвук само в страната. През 2001 година обаче анимето е представено в 6 сезона на широката публика. Този път продукцията е американска, а образите са дообработени.

## Интересни факти
- В интервю Такахаши споделя, че любимата му карта е Синеокия бял дракон
- На Запад са излъчени специфични пародийни серии на анимето, които осмиват сценичните неточности и героите

1. ↑  www3.nhk.or.jp